# Талалян, Александр Андраникович
Александр Андраникович Талалян (арм. Ալեքսանդր Անդրանիկի Թալալյան; 1928—2016) — советский и армянский математик, доктор физико-математических наук, профессор, член-корреспондент АН АрмССР (1965), действительный член Академии наук Армении (1994). Директор Института математики НАНА (1991—1996). Организатор армянской научной школы метрической теории функций.

## Биография
Родился 17 сентября 1928 года в селе Гетк Ахурянского района Армянской ССР.
В 1951 году окончил физико-математический факультет Ереванского государственного университета, с 1951 по 1952 год на педагогической работе в этом университете в качестве ассистента кафедры теории функций. С 1952 по 1956 год обучался в аспирантуре Математического института имени В. А. Стеклова АН СССР под руководством профессора Д. Е. Меньшова.
С 1956 года на научно-исследовательской работе в Институте математики АН АрмССР — НАН Армении в качестве научного сотрудника, с 1971 года — заведующий отделом теории функций действительного переменного, с 1991 по 1996 год — директор этого института.
С 1965 года одновременно с научной занимался и педагогической работой на математическом факультете Ереванского государственного университета в качестве профессора, одновременно с этим с 1966 по 1968, с 1970 по 1973 и с 1988 по 1991 год являлся — деканом механико-математического факультета Ереванского государственного университета.

### Научно-педагогическая деятельность и вклад в науку
Основная научно-педагогическая деятельность А. А. Талаляна была связана с вопросами в области математики, теории тригонометрических и ортогональных рядов и гармоничного анализа. А. А. Талалян занимался исследованиями в области доказательства фундаментальной теоремы по представлению измеримых функций, которую он доказал в 1956 году. А. А. Талалян впервые установил существование нуль-рядов в смысле сходимости по произвольным полным ортонормированным системам, для этого им были найдены новые теории и методы ортогональных рядов. А. А. Талалян занимался изучением общих ортогональных рядов и свойств рядов по функциям Хаара и Уолша. А. А. Талалян являлся организатором армянской научной школы метрической теории функций.
В 1956 году защитил кандидатскую диссертацию по теме: «Положение крестьянства и революционные выступления крестьян в Армении в 1918—1920 гг.», в 1962 году защитил докторскую диссертацию на соискание учёной степени доктор физико-математических наук по теме: «История армянской колонии в Крыму». В 1965 году ему присвоено учёное звание профессор. В 1965 году он был избран член-корреспондентом АН АрмССР, в 1994 году — действительным членом НАН Армении. А. А. Талаляном было написано более двухсот научных работ в том числе монографий.